# قائمة مواقع التراث العالمي في الجبل الأسود
مواقع التراث العالمي التابعة لمنظمة الأمم المتحدة للتربية والعلم والثقافة (اليونسكو) هي أماكن ذات أهميةٍ للتراث الثقافي أو الطبيعي حسب اتفاقية اليونسكو للتُراث العالمي لسنة 1972. انضم الجبل الأسود (أو مونتينيغرو) إلى الاتفاقية في 3 يونيو (حزيران) 2006، بعد أن أُعلن استقلالها عن اتحاد صربيا والجبل الأسود في نفس السنة.
اعتبارًا من 2018، كان لدى الجبل الأسود 4 مواقع ضمن القائمة الرئيسية و6 مواقعّ أخرى في القائمة المؤقتة (القائمة التمهيدية لمواقع التراث العالمي التي تعتزم كل دولةٍ طرفٍ أن تنظُر في ترشيحها مستقبلًا). كانت منطقة كوتور الطبيعية والثقافية والتاريخية أول موقع في الجبل الأسود يُضاف إلى القائمة الرئيسية، وقد كان ذلك خلال الدورة الثالثة لليونسكو في عام 1979. أُدرج منتزه دورميتور الوطني ضمن القائمة سنة 1980، وغُيرت حدود الموقع لاحقًا في عام 2005. أضيف هذان الموقعان إلى القائمة عندما كانت دولة الجبل الأسود لا تزال جُزءًا من يوغوسلافيا. إلى جانب هذين الموقعين، تضُم الجبل الأسود موقعين آخرين في القائمة مُناصفةً مع دُول أخرى. هُما مقابر ستيتشاك التي تعود إلى القرون الوسطى وقد أُدرجت في القائمة سنة 2016 وتشترك فيه الجبل الأسود مع 3 دُول أُخرى هي البوسنة والهرسك وكرواتيا وصربيا. وحصون البُندقية التي أُنشئت بين القرنين السادس عشر والسابع عشر والتي صُنفت كموقع تُراثٍ عالمي سنة 2017، وذلك بالاشتراك مع كرواتيا وإيطاليا.
يُعد متنزه دورميتور الوطني موقع تراث طبيعي في حين تُعد المواقع الثلاثة الأخرى مواقع تراث ثقافي وذلك وفقًا لمعايير اختيار المنظمة. أُدرجت منطقة كوتور الطبيعية والثقافية والتاريخية سنة 1979 ضمن قائمة مواقع التراث العالمي المعرضة للخطر، وذلك بسبب الأضرار التي لحقت بالموقع جراء زلزال سنة 1979 [الإنجليزية] (6.9 M ث) الذي أصاب المنطقة في وقت سابق من ذاك العام. أُزيل الموقع من القائمة سنة 2003 بعد أعمال التجديد التي مولت اليونسكو جُزءًا كبيرًا منها.

## مواقع التراث العالمي
يتم اختيار الموقع بناءً على معايير الاختيار، وهذه المعايير إما معايير ثقافية: (i)، (ii)، (iii)، (iv)، (v)، (vi)، أو معايير طبيعية (vii)، (viii)، (ix)، (x). في بعض الأحيان تكون هذه المعايير مُختلطة بين ما هُو ثقافي وما هُو طبيعي.
| الموقع                                            | الصورة   | الموقع (البلدية)                                                                   | سنة التسجيل | معيار الاختيار                 | الوصف |
| ------------------------------------------------- | -------- | ---------------------------------------------------------------------------------- | ----------- | ------------------------------ | --- |
| منطقة كوتور الطبيعية والثقافية والتاريخية         | Kotor    | بلدية كوتور [الإنجليزية]، وبلدية هرسك نوفي [الإنجليزية]، وبلدية تيفات [الإنجليزية] | 1979        | 125؛ i، وii، وiii، وiv (ثقافي) | يُعد خليج كوتور ميناءً طبيعيًا واستراتيجيًا في شرق البحر الأدرياتيكي، وقد كان خلال حقبة العصور الوسطى مركزا مُهما للفُنون والتجارة. تتجسد قيمة المنطقة في جودة الهندسة المعمارية في حصونها ومُدنها والمُستوطنات والقُصور والمجموعات الرهبانية التي توجد فيها. كما يُميز المنطقة أيضا تكاملُها المُتناغم مع المناظر الطبيعية والمُدَرجات الزراعية على سفوح تلالها الصخرية العالية. تضُم المنطقة المُسجلة في قائمة اليونسكو مُدن بيراست [الإنجليزية] وريزان ومدينة كوتور وتحصيناتها [الإنجليزية]. أُدرج الموقع سنة 1979 ضمن قائمة مواقع التراث العالمي المعرضة للخطر، وذلك بسبب الأضرار التي لحقت المنطقة جراء زلزال أبريل من نفس السنة، وبقي ضمن القائمة خلال الفترة بين عامي 1979 و2003. حدثت تعديلات طفيفة على حدود الموقع في عامي 2012 و2015. |
| منتزه دورميتور الوطني                             | Durmitor | بلدية زابلياك [الإنجليزية]                                                         | 1980        | 100؛ vii، و viii، وx (طبيعي)   | يتكون مُنتزه دورميتور الوطني من جبالٍ تتشكل أساسا من كُتلة من الحجر الجيري، وهاته الجبال هي جُزء من جبال الألب الدينارية. تجتاز هاته الجبال أنهارٌ جليديةٌ أبرزُها وادي نهر تارا، والذي يُعد أعمق ممرات الأنهار في أوروبا، على ارتفاع حوالي 1,300 متر (4,300 قدم). توجد 18 بحيرة جليدية في المُنتزه، وأكبر هاته البُحيرات هي البُحيرة السوداء [الإنجليزية]. يتميز المُنتزه أيضا بالتنوع البيولوجي الهام فيه. بعد إدراجه على قائمة التراث العالمي لليونسكو سنة 1980، عُدلت حدود الموقع سنة 2005 لتتماشى مع حدود المُنتزه الوطني. |
| مقابر ستيتشاك من حقبة القرون الوسطى*              |          | بلدية زابلياك [الإنجليزية]، وبلدية بلوجيني [الإنجليزية]                            | 2016        | 1504؛ iii، وvi (ثقافي)         | ستيتشاك أو شواهد القبور من حقبة القرون الوسطى هي مُتراصة من نُصب حجرية وُجدت في مناطق من البوسنة والهرسك، وأجزاء من كرواتيا، وصربيا، والجبل الأسود. ظهرت هاته الشواهد لأول مرة في القرن الثاني عشر وبلغت ذروتها في القرن الرابع عشر والخامس عشر. توجد ثلاثة مواقع من شواهد القبور هاته في الجبل الأسود، اثنان منها في زابلياك [الإنجليزية]، وواحد في بلوجيني [الإنجليزية]. |
| حصون البُندقية بين القرنين السادس عشر والسابع عشر* |          | بلدية كوتور [الإنجليزية]                                                           | 2017        | 1533؛ iii، وiv (ثقافي)         | بُنيت هاته الحُصون خلال الفترة ما بين القرنين السادس عشر والسابع عشر إبان فترة حُكم جمهورية البندقية للمنطقة، وتتكون هاته الحُصون من 15 حصنًا مُوزعةً بين كُل من إيطاليا وكرواتيا والجبل الأسود، وتمتد مساحتُها لأكثر من 1,000 كيلومتر (620 ميل) بين منطقة لومبارديا في إيطاليا وساحل البحر الأدرياتيكي الشرقي. تتنوع هاته الحصون بين الحُصون البرية (دوميني دي تيرافيرما) والحُصون البحرية (دوميني دا مار). تحصينات كوتور [الإنجليزية] هي الجُزء من هاته الحصون الذي يقع في الجبل الأسود. |

## القائمة المُؤقتة
القائمة الارشادية المؤقتة لمواقع التراث العالمي، أو القائمة المؤقتة لمواقع التراث العالمي. (بالإنجليزية: Tentative List)‏، هي قائمةُ مواقعَ تراثيةٍ خاصة بكل دولة على حدى، وتعتزم هاته الأخيرة النظر في ترشيحها مُستقبلا. وهي خطوة ضرورية لتصنيف أي موقع ضمن القائمة الرسمية لمواقع التراث العالمي حسب اليونسكو.
فيما يلي لائحة مواقع التراث العالمي في القائمة المؤقتة لليونسكو الخاصة بدولة الجبل الأسود، وهي 6 مواقعَ مُرتبة حسب تاريخ إدراجها على الشكل التالي :
| الموقع                                                                               | الصورة | الموقع (البلدية)           | سنة التسجيل | معيار الاختيار         | الوصف |
| ------------------------------------------------------------------------------------ | ------ | -------------------------- | ----------- | ---------------------- | --- |
| مدينة ستنيي التاريخية                                                                |        | ستنيي                      | 2010        | ii، وiii وvi (ثقافي)   | كانت مدينة ستنيي عاصمة للجبل الأسود على مدار عدةِ عُصورٍ، كما أن المدينة كانت مركزا دينيًّا مُهمًا. وقد تأسست المدينة في القرن الخامس عشر وشهدت تطوراً حضرياً كبيراً في القرن التاسع عشر. |
| مدينة بار القديمة [الإنجليزية]                                                       |        | بلدية بار [الإنجليزية]     | 2010        | ii، وiii (ثقافي)       | تتوفر مدينة بار على ميناء بحري يقع في جنوب الجبل الأسود. يشهد الجُزء القديم من المدينة والذي يعود إلى فترة العصور الوسطى، يشهد على مُرور مجموعة من الثقافات المتوسطية المُختلفة، والتي تتلخص في كُل من الثقافة الإيليرية والهلنستية الرومانية والبيزنطية والسلافية والبندقية والعثمانية.                                                                      |
| بلدة دوكليا [الإنجليزية]                                                             |        | بودغوريتشا                 | 2010        | ii، وvi (ثقافي)        | كانت دوكليا مدينةً نموذجيةً خلال العهد الروماني، حيث كانت تضُم مُنتديات ومعابد ومُنتجعات. دُمرت المدينة في القرن الخامس الميلادي على يد القوط الغربيين والشرقيين، وأُعيد تشييدها خلال القرن التاسع الميلادي. تنتشر مقابر رومانية في عدة أنحاء من المدينة. |
| منتزه بيوغرادسكا غورا الوطني [الإنجليزية]                                            |        | بلدية كولاسين [الإنجليزية] | 2010        | vii، وviii، وx (طبيعي) | يُعد مُنتزه بيوغرادسكا غورا الوطني موطنًا لواحدة من آخر سُلالات الغابات البدائية في أوروبا. يتميز المُنتزه بالتنوع البيولوجي الهام فيه، كما توجد فيه منطقةُ تجمُع مياه نهر بيوغراد في الجزء الأوسط من سلسلة جبال بيلاسيكا [الإنجليزية]. يصل ارتفاع هاته الجبال إلى أكثر من 2,000 متر (6,600 قدم). توجد في المُنتزه ستة بحيرات جليدية.                             |
| مدينة أولسيني القديمة                                                                |        | أولسيني                    | 2018        | ii، وiv وv (ثقافي)     | تحتفظ مدينة أولسيني القديمة بالعديد من المظاهر الثقافية من بقايا أثرية وهياكل معمارية، والتي تُؤرخ للأقوام والحقب التاريخية التي تعاقبت على المدينة على مدار الزمن. تُعد المدينة أيضًا مثالًا استثنائيًا للمُستوطنات التقليدية من هذا النوع التي تطورت باستمرار وتكيفت مع التكوين الطبيعي للتضاريس في واحدة من أكثر المناطق شُهرة بين مُدن الجبل الأسود الساحلية. |
| غابات الزان القديمة والبدائية في منطقة الكاربات ومناطق أخرى من أوروبا [الإنجليزية] * |        | كولاسين                    | 2019        | ix (طبيعي)             | تتميز غابات الزان القديمة والبدائية في مُنتزه بيوغرادسكا غورا الوطني بنُظمها الإيكولوجية المُعقدة، وبوُجود عدد كبير من الأنواع النباتية والحيوانية النادرة. |